# 理夏德·波德拉斯
理夏德·波德拉斯（波蘭語：Ryszard Podlas，1954年7月29日—），波兰男子田径运动员。他曾代表波兰参加1976年夏季奥林匹克运动会田径比赛，获得男子4×400米接力银牌。